# 월드 헤비웨이트 타이틀

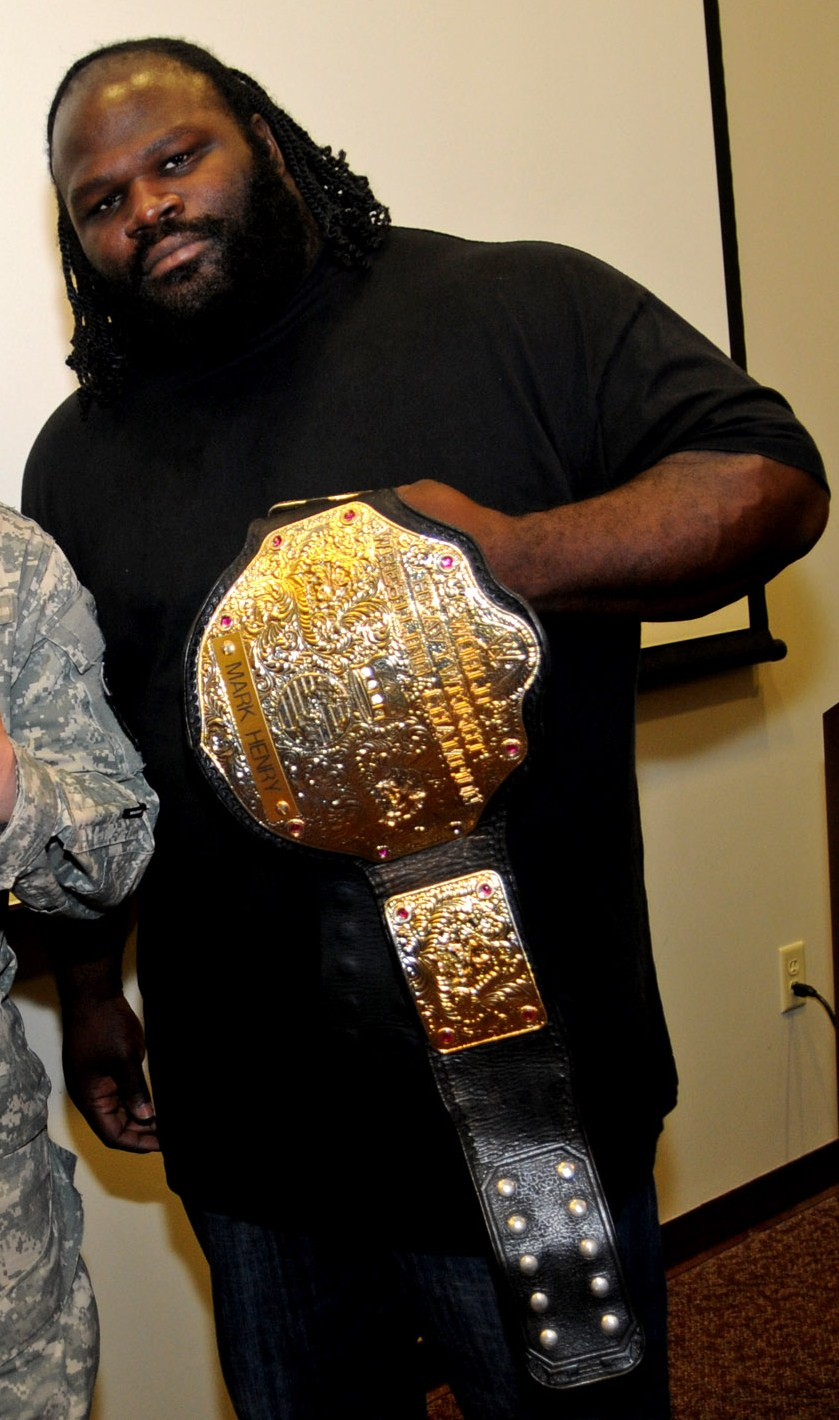

월드 헤비웨이트 타이틀(World Heavyweight Title)은 WWE에서 월드 챔피언 중 하나였으며 WWE 챔피언십과 같은 급이 되었던 타이틀이다.
벨트 모양은 NWA 월드 헤비웨이트 챔피언십 및 WCW 인터내셔널 월드 헤비웨이트 챔피언십 그리고 WCW 월드 헤비웨이트 챔피언십 때와 같았다.
실제 명칭은 월드 헤비웨이트 챔피언십이며 앞에 W가 붙어있지 않다. 허나 인디단체와의 구분을 위해 편의상 WWE 월드 헤비웨이트 챔피언십으로 구분하였다.

## 역사
월드 헤비급 챔피언십의 역사는 2002년 9월 18일부터 시작하였다.
2001년 WWE가 WCW(월드 챔피언십 레슬링)와 ECW(익스트림 챔피언십 레슬링을)를 인수할 때, 인수된 단체들의 챔피언십도 WWE로 이동하면서(WCW 월드 헤비웨이트 챔피언십, WWE 유나이티드 스테이츠 챔피언십, WWE 크루져웨이트 챔피언십), 2002년 브랜드 확장에 따라 RAW와 스맥다운으로 두 브랜드로 나뉜다.
2001년 벤전스에서 크리스 제리코가 4인(커트 앵글, 부커 T, 릭 플레어,빈스 맥맨)의 도움으로 WCW 월드 헤비웨이트 챔피언 더 락과 WWE 챔피언 스티브 오스틴을 각각 이기면서 WWE의 첫 통합 월드 챔피언이 되었다. 그 통합 챔피언으로 트리플H, 헐크 호건, 언더테이커, 더 락, 브록 레스너까지 이어가다가 브랜드 확장 때 브록레스너가 스맥다운으로 이적하게 되자 통합 챔피언십이 나뉘게 되면서 2002년 9월 18일 RAW에서 WWE 월드 헤비웨이트 챔피언십이 다시 탄생했다.
초대 챔피언은 트리플 H였으며 새로운 RAW 단장이었던 에릭 비숍이 수여했다. (그 후 에릭 비숍은 스맥다운 단장이었던 스테파니 맥맨과 대립을 하기도 했다.)
두 브랜드 시절 러와 스맥다운을 드래프트 로터리를 오가며 2012년에 브랜드가 통합되면서 슈퍼쇼까지 이어갔다.
2013년 12월 15일 TLC에서 WWE 챔피언십 랜디 오턴이 WWE 월드 헤비웨이트 챔피언이었던 존 시나를 이기면서 통합되면서 사실상 폐지되었다.
따라서 WWE 챔피언십은 WWE 월드 헤비웨이트 챔피언십이 되었고 폐지된 WWE 월드 헤비웨이트 챔피언십은 그대로 월드 헤비웨이트 챔피언십으로 남게 되었다.
2023년 월드 헤비웨이트 챔피언십 (WWE)이 신설되면서, WWE 홈페이지에 오리지널 빅골드는 월드 헤비웨이트 타이틀이라는 이름으로 남게된다.

## 역대 타이틀 명칭
| 타이틀 명칭                  | 연도                               |
| ---------------------------- | ---------------------------------- |
| WWE 월드 헤비웨이트 챔피언십 | 2002년 9월 19일 ~ 2013년 12월 15일 |

## 기록들
- 초대 챔피언 : 트리플 H
- 마지막 챔피언 : 랜디 오턴
- 최장수 챔피언 : 바티스타 (282일)
- 최단 기간 챔피언 : 빅 쇼 (45초)
- 최단 시간 챔피언쉽 : 대니얼 브라이언 (C) VS 셰이머스 (레슬매니아 28 (18초))
- 최다 챔피언 : 에지 (7회)
- 최중량급 챔피언 : 빅 쇼 (200kg)
- 최경량급 챔피언 : 레이 미스테리오 (75kg)
- 최고령 챔피언 : 언더테이커 (44세 194일)
- 최연소 챔피언 : 랜디 오턴 (24세 136일)

## 역대 챔피언
- 트리플 H (초대 챔피언)
- 숀 마이클스
- 골드버그
- 크리스 벤와
- 랜디 오턴 (마지막 챔피언)
- 바티스타
- 커트 앵글
- 레이 미스테리오
- 킹 부커
- 언더테이커
- 에지
- 그레이트 칼리
- CM 펑크
- 크리스 제리코
- 존 시나
- 제프 하디
- 잭 스웨거
- 케인
- 돌프 지글러
- 크리스찬
- 마크 헨리
- 빅 쇼
- 대니얼 브라이언
- 셰이머스
- 알베르토 델 리오

## 같이 보기
- 트리플 크라운 챔피언십
- 그랜드 슬램 챔피언십
- WWE 챔피언십
- WWE 유니버셜 챔피언십
- 월드 헤비웨이트 챔피언십 (WWE, 2023)
- WWE NXT 챔피언십
- WCW 월드 헤비웨이트 챔피언십
- AEW 월드 챔피언십
- ECW 월드 헤비웨이트 챔피언십
- TNA 월드 챔피언십
- RoH 월드 헤비웨이트 챔피언십
- GFW 글로벌 챔피언십
- 에릭 비숍